# Schefflera caudata
Schefflera caudata är en araliaväxtart som först beskrevs av António José Rodrigo Vidal, och fick sitt nu gällande namn av Elmer Drew Merrill och Robert Allen Rolfe. Schefflera caudata ingår i släktet Schefflera och familjen araliaväxter.
Artens utbredningsområde är Filippinerna. Inga underarter finns listade.